# Spoorlijn Emden West - Emden Außenhafen
De spoorlijn Emden Hbf - Emden Außenhafen is een Duitse spoorlijn als spoorlijn 1572 onder beheer van DB Netze. Emden Hbf heette vroeger halte Larrelter Straße en later Emden West.

## Geschiedenis
Het traject van de halte Larrelter Straße naar het station Emden-Außenhafen werd aangelegd door de Preußisch-Hessische Staatseisenbahnen en op in 1 juli 1901 geopend.
In het stadsgebied van Emden kwam de halte Larrelter Straße die later Emden West genoemd werd. In september 1971 werd het station Emden West omgebouwd tot Emden Hauptbahnhof.
Het station Emden-Außenhafen ligt buitendijks bij de Außenhafen waar kan worden overgestapt op de veerboot van de rederij AG Ems naar Borkum. Dit station is bij extreem hoog water door het sluiten van de dijkdoorgang niet bereikbaar.

## Treindiensten

### DB
De Deutsche Bahn verzorgt het personenvervoer op dit traject met IC- en RE-treinen.
| Serie | Treinsoort                       | Route | Bijzonderheden |
| ----- | -------------------------------- | --- | --- |
| IC 35 | Intercity (DB Fernverkehr)       | [ Norddeich Mole ] / [ Emden Außenhafen ] – Emden Hbf – Leer (Ostfriesl) – Papenburg (Ems) – Meppen – Lingen (Ems) – Rheine – Münster (Westf) Hbf – Recklinghausen Hbf – Gelsenkirchen Hbf – Oberhausen Hbf – Duisburg Hbf – Düsseldorf Hbf – Köln Hbf – Bonn Hbf – Remagen – Andernach – Koblenz Hbf – Bingen (Rhein) Hbf – Mainz Hbf – Worms Hbf – Mannheim Hbf – [ Karlsruhe Hbf – Offenburg – Donaueschingen – Singen (Hohentwiel) – Konstanz ] / [ Heidelberg Hbf – Vaihingen (Enz) – Stuttgart Hbf ] | Rijdt eenmaal per twee uur, op vrijdag en zaterdag rijdt er één trein vanaf Emden Hbf naar Konstanz. Op zondag rijdt er één trein vanaf Konstanz naar Emden Hbf. Enkele treinen van/naar Emden Außenhafen |
| RE 15 | Regional-Express (Westfalenbahn) | (Emden Außenhafen – ) Emden Hbf – Leer (Ostfriesl) – Papenburg (Ems) – Meppen – Lingen (Ems) – Rheine – Münster (Westf) Hbf | Emsland-Express Enkele treinen van/naar Emden Außenhafen |

## Elektrische tractie
Het traject van Emden Hbf naar Emden-Außenhafen in juni 2006 geëlektrificeerd met een spanning van 15.000 volt 16,7 Hz wisselstroom.